# Melaleuca armillaris
Espèce
Classification phylogénétique
Melaleuca armillaris est une espèce de plantes à fleurs de la famille des Myrtaceae. C'est un mélaleuque originaire d'Australie du Sud, du Victoria et de Tasmanie dans le sud-est de l'Australie. C'est une espèce rustique, couramment cultivée, souvent utilisée comme plante écran à croissance rapide, mais elle a aussi le potentiel de devenir envahissante. Elle s'est naturalisée en Australie occidentale et dans certaines parties du Victoria. À l'état naturel, elle pousse sur les falaises côtières et le long des estuaires.

## Taxonomie
L'espèce est décrite formellement pour la première fois en 1788 par Joseph Gaertner dans De Fructibus et Seminibus Plantarum à partir de spécimens collectés par Joseph Banks lors d'une expédition de James Cook en Australie. Le nom Metrosideros armillaris lui est ensuite donné par Daniel Solander. L'espèce est renommée Melaleuca armillaris en 1797 par James Edward Smith dans Transactions of the Linnean Society of London,. Armillaris vient du latin armilla, qui signifie "bracelet", apparemment en référence à l'apparence du cylindre de fruits sur les branches.
Il existe deux sous-espèces :
- Melaleuca armillaris ssp. armillaris qui est la sous-espèce la plus commune et la plus répandue[6] ;
- Melaleuca armillaris ssp. akineta[7]  qui a des étamines plus courtes et moins de fleurs dans l'inflorescence[5],[8].

## Description
M. armillaris peut aller d'un gros buisson à un arbuste pleureur atteignant 8 m de hauteur. Il a une écorce fibreuse grise et rugueuse, une ramification décombante distinctive et un feuillage dense. Les feuilles sont disposées en paires alternées (« décussées ») à angle droit par rapport aux paires situées au-dessus et au-dessous, de sorte qu'elles semblent être disposées en quatre rangées le long de la tige (une source décrit les feuilles comme étant disposées en spirale et une autre comme étant alternées). Les feuilles ont une longueur de 4,5-19 mm, une largeur de 0,8-4 mm et sont glabres, sauf lorsqu'elles sont très jeunes, de forme linéaire à ovale étroite, avec l'extrémité se rétrécissant en un crochet distinct,,.

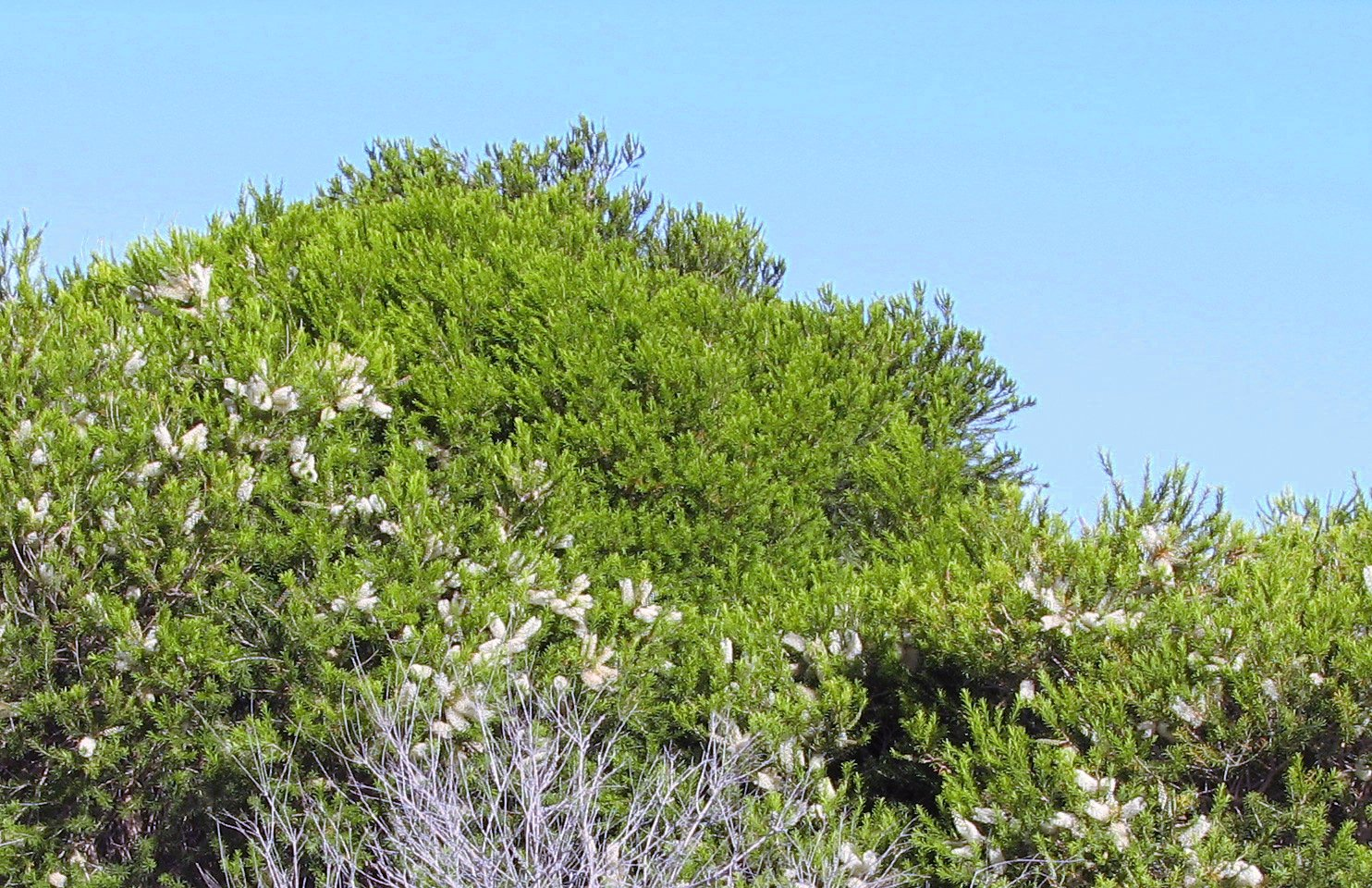
Un M. armillaris en buisson dans le quartier de Coogee, à Sidney.

Les fleurs sont blanches, parfois de couleur crème, rarement roses, et sont disposées en épis cylindriques sur les côtés des branches, souvent sur du bois plus ancien. Les épis peuvent atteindre 50 mm de long et 25 mm de diamètre et contiennent un grand nombre de fleurs individuelles. Les pétales mesurent de 1,5 à 3 mm de long et tombent au fur et à mesure que la fleur mûrit. Les étamines sont disposées en cinq faisceaux, appelés griffes staminales, qui mesurent de 3 à 4,9 mm de long, chaque faisceau contenant de 8 à 18 étamines. La saison de floraison s'étend du printemps au début de l'été et est suivie par les fruits qui sont des capsules ligneuses, de 2,3 à 4,5 mm de long et d'environ 5 mm de diamètre, en grappes cylindriques le long des branches,,.

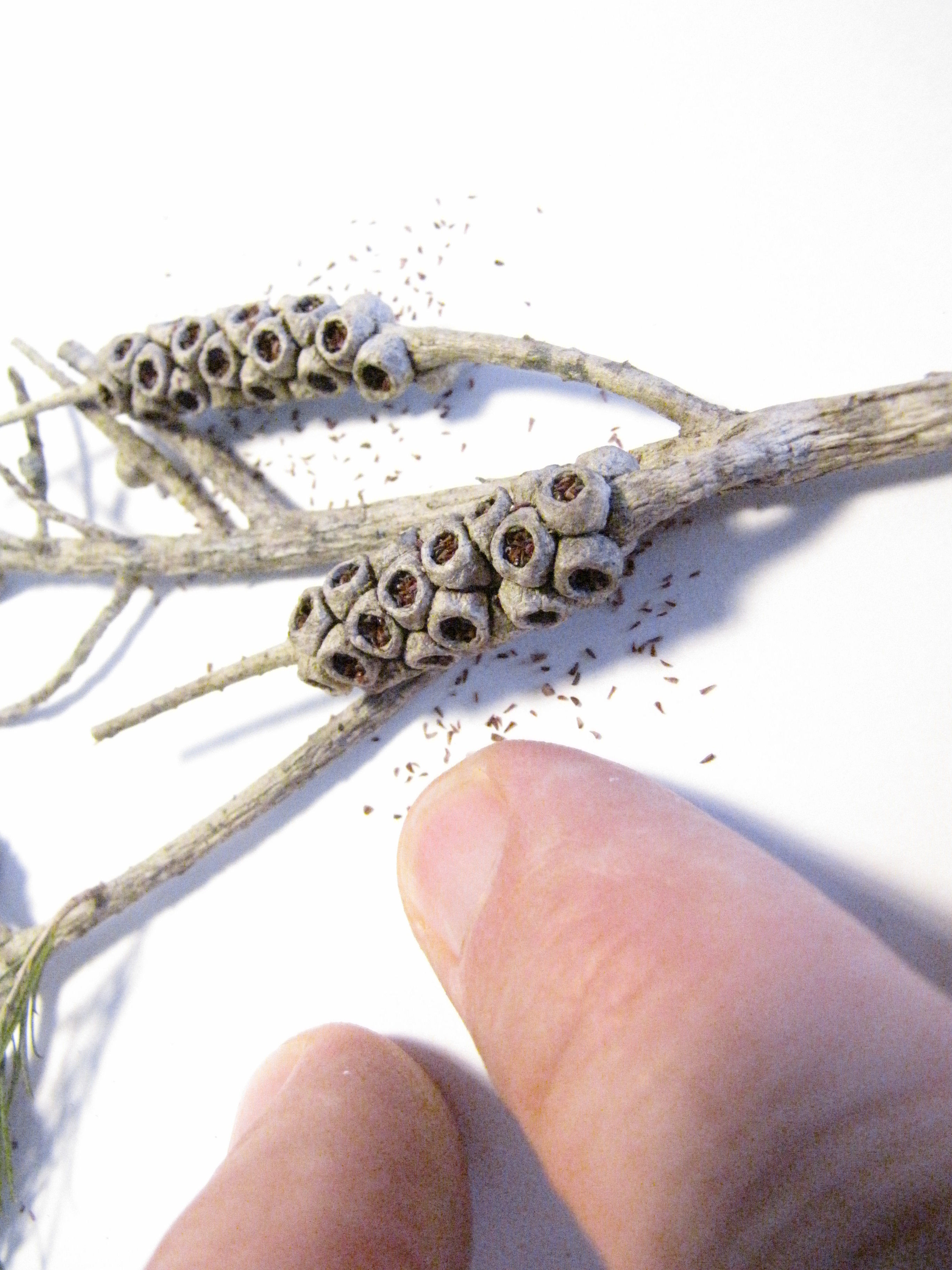
Détail de la fructification et des capsules.

## Distribution et habitat
La sous espèce M. armillaris armillaris est présente dans les zones côtières au sud du district de Manning River en Nouvelle-Galles du Sud jusqu'à l'extrême est du Victoria, certaines des îles du détroit de Bass, dont l'île Curtis, et l'extrême nord-est de la Tasmanie. Il est également naturalisé dans d'autres parties du Victoria, du Territoire de la capitale australienne, du sud de l'Australie-Méridionale et du sud-ouest de l'Australie-Occidentale. Il est particulièrement commun sur la côte extrême sud de la Nouvelle-Galles du Sud. Elle pousse naturellement sur les promontoires côtiers et les sommets de falaises, souvent ai milieu de la bruyère. La sous-espèce akineta ne se trouve que dans la chaîne de montagnes Gawler d'Australie du Sud, où elle pousse sur les crêtes et les affleurements granitiques,.

## Écologie
Ce melaleuque est considéré comme une espèce envahissante dans certains endroits, notamment dans le Victoria. Il remplace les espèces locales et augmente les risques d'incendie, rendant ces zones plus sujettes aux feux de brousse. Après un feu de brousse, le problème est accru car les plantes libèrent un grand nombre de graines. En Australie-Méridionale, le problème se pose dans la Chaîne du Mont-Lofty, les collines d'Adelaïde et l'Île Kangourou. En Australie occidentale, les problèmes se produisent dans les zones côtières du sud-ouest .
Cette plante est un aliment préféré des espèces de tenthrèdes, en particulier la tenthrèdre à longue queue Pterygophorus facielongus, qui peut rapidement défolier un arbre entier.

## Culture
Melaleuca armillaris est cultivé comme plante brise-vent ou brise-vue à croissance rapide. Il est rustique et pousse dans la plupart des sols. Il peut être planté en bord de mer.